# Schizopelma
Schizopelma is een geslacht van spinnen uit de familie vogelspinnen (Theraphosidae).

## Soorten
De volgende soorten zijn bij het geslacht ingedeeld:
- Schizopelma bicarinatum F. O. P.-Cambridge, 1897
- Schizopelma masculinum (Strand, 1907)
- Schizopelma sorkini Smith, 1995